# London Olympians
London Olympians (español: Olímpicos de Londres) es un equipo de fútbol americano de Londres (Reino Unido). 
Actualmente compite en la División 2 de las Ligas Comunitarias de la BAFA.

## Historia
El equipo fue fundado en 1984 con el nombre de Streatham Olympians. En 1995 cambiaron su nombre a London O's ya que no consiguieron los derechos sobre el nombre actual, London Olympians, que estaban registrados por otro propietario, hasta el año 2005.
Ha ganado el Britbowl de la British American Football League en ocho ocasiones (1998, 1999, 2000, 2001, 2002, 2003, 2005 y 2006), y el Eurobowl en dos ocasiones (1993 y 1994).